# Hagfors församling
Hagfors församling var en församling i Karlstads stift och i Hagfors kommun i Värmlands län. Församlingen uppgick 2006 i Hagfors-Gustav Adolfs församling.

## Administrativ historik
Församlingen bildades 1907 genom en utbrytning ur Norra Råda församling, före 1930 utgörande en kapellförsamling.
Församlingen ingick till 1951 i ett pastorat där Norra Råda församling var moderförsamling. Från 1951 till 2006 var församlingen moderförsamling i pastoratet Hagfors och Gustav Adolf. Församlingen uppgick 2006 i Hagfors-Gustav Adolfs församling.

## Kyrkor
- Hagfors kyrka